# Райманово (Ермекеевский район)
Райманово (баш. Райман) — деревня в Ермекеевском районе Республики Башкортостан Российской Федерации. Входит в состав Суккуловского сельсовета.

## География

### Географическое положение
Расстояние до:
- районного центра (Ермекеево): 18 км,
- ближайшей ж/д станции (Приютово): 49 км.

## Население
| 2002 | 2009 | 2010 |
| ---- | ---- | ---- |
| 32   | ↗37  | ↘24  |

Национальный состав
Согласно переписи 2002 года, преобладающая национальность — башкиры (75 %).